# ジェラルド・ヘンダーソン
ジェラルド・ヘンダーソン（Jerome Mckinley  Henderson, Sr.、1956年1月6日 - ）はアメリカ合衆国バージニア州リッチモンド出身の元バスケットボール選手。NBAのボストン・セルティックスで1981年と1984年、デトロイト・ピストンズで1990年の優勝メンバー。
NBAプレーヤーのジェラルド・ヘンダーソン・ジュニアの父。

## 経歴

### NBA
通算成績は、438試合に出場し、得点7,773 (8.9 ppg)、リバウンド	1,453 (1.7 rpg)、アシスト3,141 (3.6 apg)。